# Sorex asper
Sorex asper är en däggdjursart som beskrevs av Thomas 1914. Sorex asper ingår i släktet Sorex och familjen näbbmöss. IUCN kategoriserar arten globalt som livskraftig. Inga underarter finns listade i Catalogue of Life.
Sorex asper blir 55 till 77 mm lång (huvud och bål), har en 32 till 47 mm lång svans och väger 5 till 12 g. Pälsfärgen ska vara lika som hos Sorex tundrensis som är mörkbrun på ryggen, ljusare gråbrun på sidorna och ljusgrå på undersidan. I överkäken förekommer, förutom framtänder och kindtänder, fem enkla tänder med en spets. Av dessa är den andra större än den första och den tredje.
Arten förekommer i centrala Asien i östra Kazakstan, Kirgizistan och nordvästra Kina. Den hittas oftast i bergstrakter mellan 2000 och 3000 meter över havet. Landskapet kännetecknas av öppna barrskogar, bergsängar och buskskogar. Sorex asper vistas gärna i områden med ett tjockare lövskikt.
Denna näbbmus kan vara aktiv på dagen och på natten. Den äter främst insekter men även andra ämnen. Fortplantningen sker mellan mars/april och juli. Honan föder 1 till 8 ungar per kull, vanligen 5.
Arten håller ingen vinterdvala.
Sorex asper listades en tid som underart till vanlig näbbmus (Sorex araneus). Genetiska undersökningar visade att de är olika arter.